# Israel Zwi Kanner
Israel Zwi Kanner (hebräisch ישראל צווי קאנר; geboren 9. Juni 1907 in Tłumacz, Österreich-Ungarn; gestorben 28. Oktober 1978 in Tel Aviv) war ein österreichisch-israelischer Rabbiner und Schriftsteller.

## Leben
Israel Zwi Kanner besuchte in Wien ein humanistisches Gymnasium. Er studierte Philologie an der Universität Wien und wurde 1931 promoviert. Gleichzeitig absolvierte er das Wiener Rabbinerseminar und arbeitete ab 1931 als Prediger der Israelitischen Kultusgemeinde Wien. Als Journalist schrieb er für Robert Strickers Zeitschrift Die Neue Welt. 
Kanner war nach dem Anschluss Österreichs 1938 kurzzeitig verhaftet und floh dann nach Luxemburg. 1939 ging er nach Palästina, wo er Lehrer für Talmud, Bibel, jüdische und allgemeine Geschichte und Bürgerkunde an einem Gymnasium in Tel Aviv wurde. Seit 1967 lehrte er Folklore und deutsche Sprache an der Universität Tel Aviv. Im Jahr 1973 war Kanner Gastrabbiner in Düsseldorf.
Kanner veröffentlichte Bücher in deutscher und in hebräischer Sprache. In seinen biografischen Büchern über die Spionin Sarah Aaronsohn und den zionistischen Aktivisten Joseph Trumpeldor suchte er Vorbilder in der jüngeren israelischen Geschichte. Seine Märchensammlungen wurden in Deutschland mehrfach aufgelegt. Er war Mitglied des Verbandes deutschsprachiger Schriftsteller Israels.
Sein Sohn Dan Kanner wurde in Israel ein bekannter Rundfunksprecher.

## Werke (Auswahl)
- Josef Trumpeldor. Wien, 1936.
- Die arabischen Nachbarstaaten Palästinas. Wien, 1938.
- Sarah Aaronson. Eine jüdische Heldin. Diekirch: Schumacher, 1939.
- Jüdische Märchen. Frankfurt am Main: Fischer, 1976.
- Neue jüdische Märchen. Frankfurt am Main: Fischer, 1978.
- Es sprachen unsere Väter: Lebensweisheit des Judentums; aus Talmud und Midrasch zusammengestellt. Freiburg im Breisgau: Herder, 1983.